# Nino Piccaluga
Nino Piccaluga, nome d’arte di Filippo Piccaluga (Casorate Primo, 10 giugno 1890 – Milano, 3 febbraio 1973), è stato un tenore italiano, attivo dagli anni dieci ai trenta del novecento.

## Biografia
Debuttò a La Spezia nell'ottobre 1918 in Cavalleria rusticana. L'anno successivo interpretò Des Grieux nella Manon Lescaut al Teatro Coccia di Novara.
Cantò successivamente in molti teatri italiani e stranieri, tra cui il Teatro chediviale dell'Opera del Cairo, il Teatro Municipal de Santiago in Cile, il Gran Teatre del Liceu di Barcellona, l'Her Majesty's Theatre di Sydney e il Teatro Colón di Buenos Aires. Nel 1920 fu scelto per la prima mondiale di L'aviatore Dro di Francesco Balilla Pratella al Teatro Rossini di Lugo e, nel 1921, fu il primo interprete di La leggenda di Sakuntala di Franco Alfano al Teatro Comunale di Bologna.
Piccaluga fu uno dei tenori preferiti del compositore Riccardo Zandonai, che lo volle più volte nella sua Francesca da Rimini. Cantò in Boris Godunov e in Manon Lescaut sotto la direzione di Arturo Toscanini.
Problemi di salute lo costrinsero a ritirarsi anzitempo nel 1935. Sposato con il soprano veronese Augusta Concato, fu il padre del chitarrista e autore jazz Gigi Concato, al secolo Luigi Piccaluga, ed il nonno paterno del cantautore Fabio Concato, al secolo Fabio Piccaluga, i quali quindi utilizzarono entrambi come cognome d'arte quello di Augusta, rispettivamente loro madre e nonna paterna. 
Si spense a Milano nel 1973 presso la Casa di Riposo Giuseppe Verdi.

## Repertorio e debutti
- Cavalleria rusticana - La Spezia, ottobre 1918
- Manon Lescaut - Novara, 14? gennaio 1919
- Fedora - Molfetta, 22? marzo 1919
- Francesca da Rimini - Parma, 31 gennaio 1920
- La fanciulla del West - Il Cairo, inverno 1920
- Tosca - Il Cairo, inverno 1920
- La Gioconda - Carrara, maggio 1920
- Dejanice - Faenza, 16? giugno 1920
- L'aviatore Dro (Balilla Pratella) - Lugo, 3 settembre 1920 (Primo interprete)
- In alto! (Gallignani) - Trieste, 8 novembre 1921 (Primo interprete)
- La leggenda di Sakuntala - Bologna, 10 dicembre 1921 (Primo interprete)
- Il tabarro - Milano, 29 gennaio 1922
- Boris Godunov - Milano, 16 febbraio 1922
- La Wally - Milano, 16? aprile 1922
- Aida - Il Cairo, 3 febbraio 1923
- Ernani - Piacenza, 17? giugno 1923
- Andrea Chénier - Faenza, 23 giugno 1923
- Madama Butterfly - Santiago del Cile, 25 agosto 1923
- La bohème - Santiago del Cile, 1 settembre 1923
- Pagliacci - Santiago del Cile, 4 ottobre 1923
- Loreley - Santiago del Cile, 6 ottobre 1923
- L'amore dei tre re - Santiago del Cile, 17 ottobre 1923
- Carmen - Melbourne, 19 aprile 1924
- Floriana (Certani) - Cesena, 22 maggio 1926 (Primo interprete)
- Turandot - Bergamo, 26 agosto 1926
- Sly - Torino, 12 febbraio 1928
- Frenos (Espoile) - Buenos Aires, 19 giugno 1928 (Primo interprete)
- Rosmunda (Trentinaglia) - Venezia, 9 giugno 1929 (Primo interprete)
- La forza del destino - Los Angeles, 2 dicembre 1929
- Il trovatore - Los Angeles, 7 dicembre 1929
- Un ballo in maschera - Amsterdam, 26 gennaio 1932
- Una partita (Zandonai) - Milano, 19 gennaio 1933 (Primo interprete)
- Kovancina - Milano, 15 marzo 1933
- La baronessa di Carini (Mulè) - Venezia, 18 gennaio 1934
- La ronda di notte del Rembrandt (Monleone) - Amsterdam, 3 febbraio 1935

## Discografia parziale
- Il Mito dell'Opera - Nino Piccaluga, 1996 Bongiovanni
- Lebendige Vergangenheit - Nino Piccaluga, 1999 Preiser Records